# Medetera adsumpta
Medetera adsumpta är en tvåvingeart som beskrevs av Becker 1922. Medetera adsumpta ingår i släktet Medetera och familjen styltflugor. Inga underarter finns listade i Catalogue of Life.